# Leptanilloides biconstricta
Leptanilloides biconstricta är en myrart som beskrevs av Mann 1923. Leptanilloides biconstricta ingår i släktet Leptanilloides och familjen myror. Inga underarter finns listade i Catalogue of Life.

## Bildgalleri

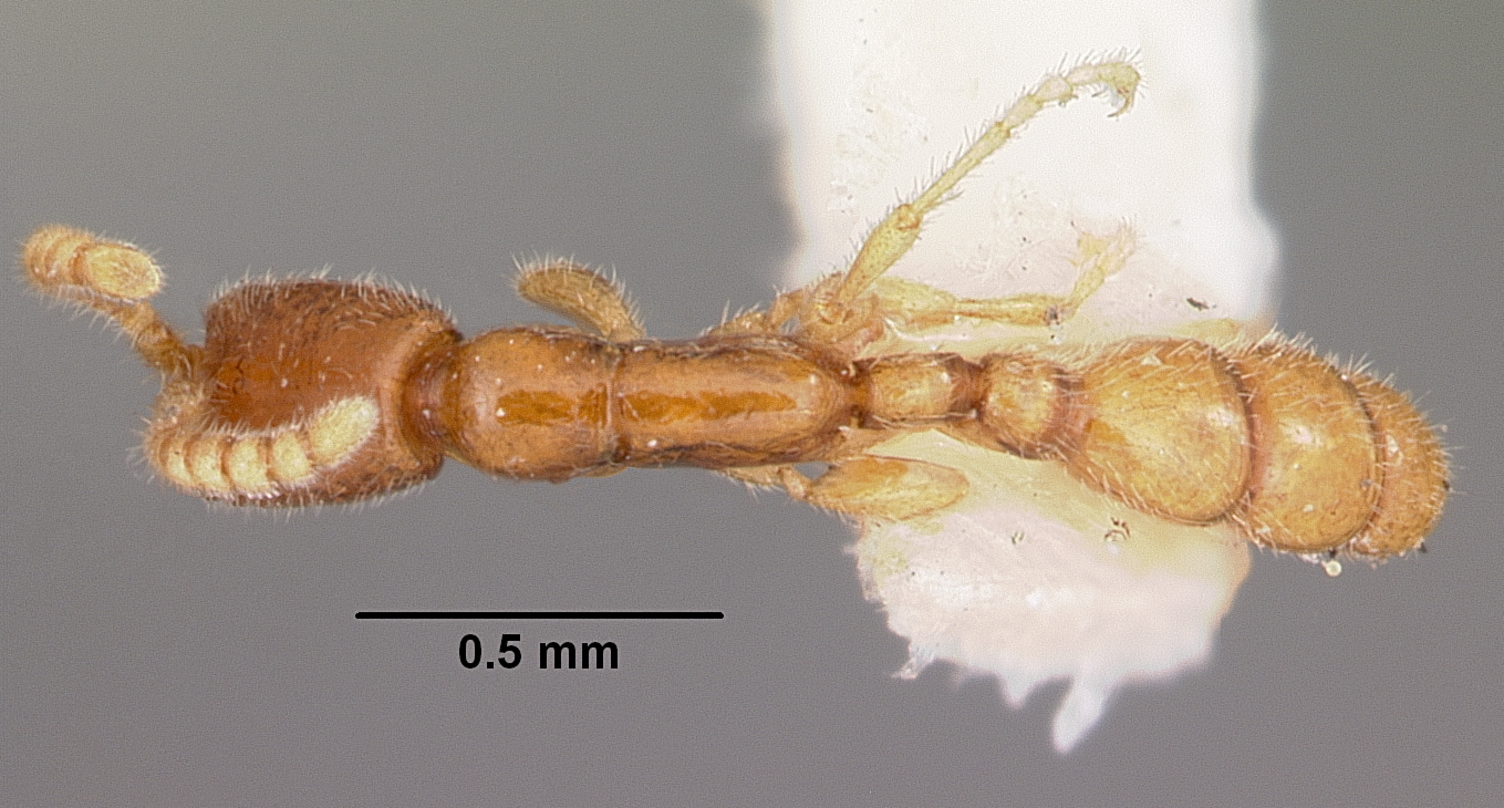
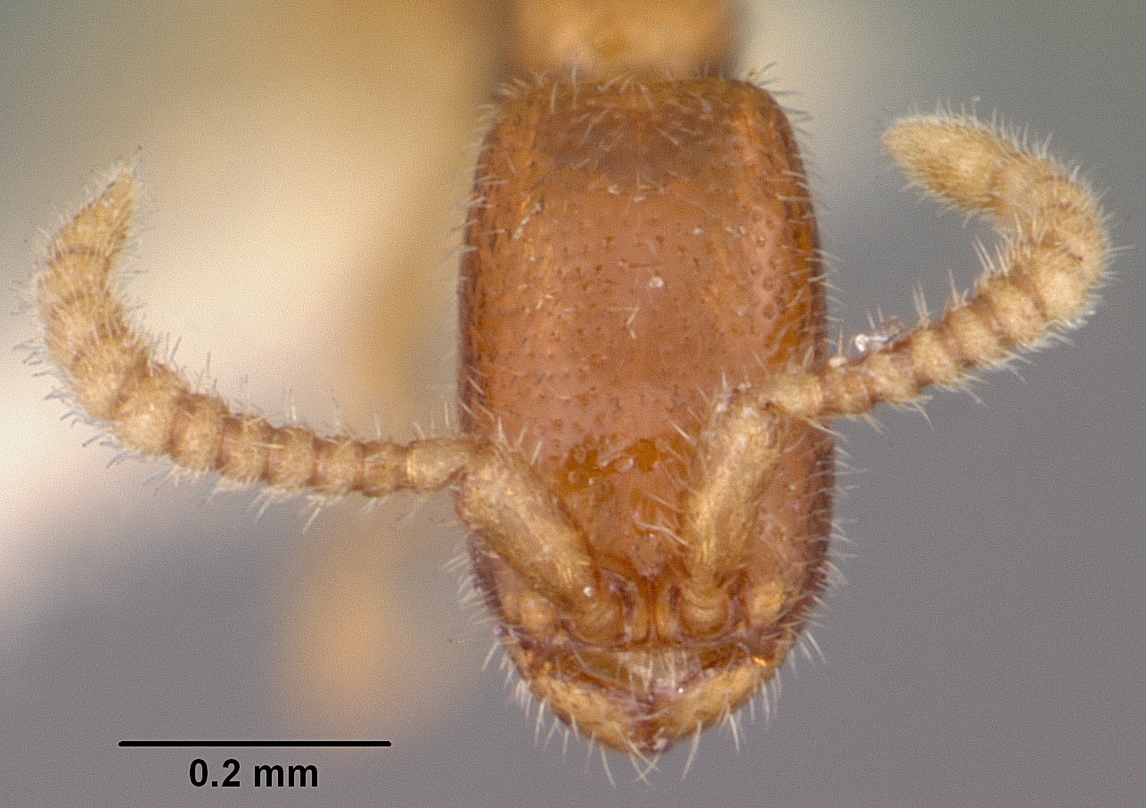
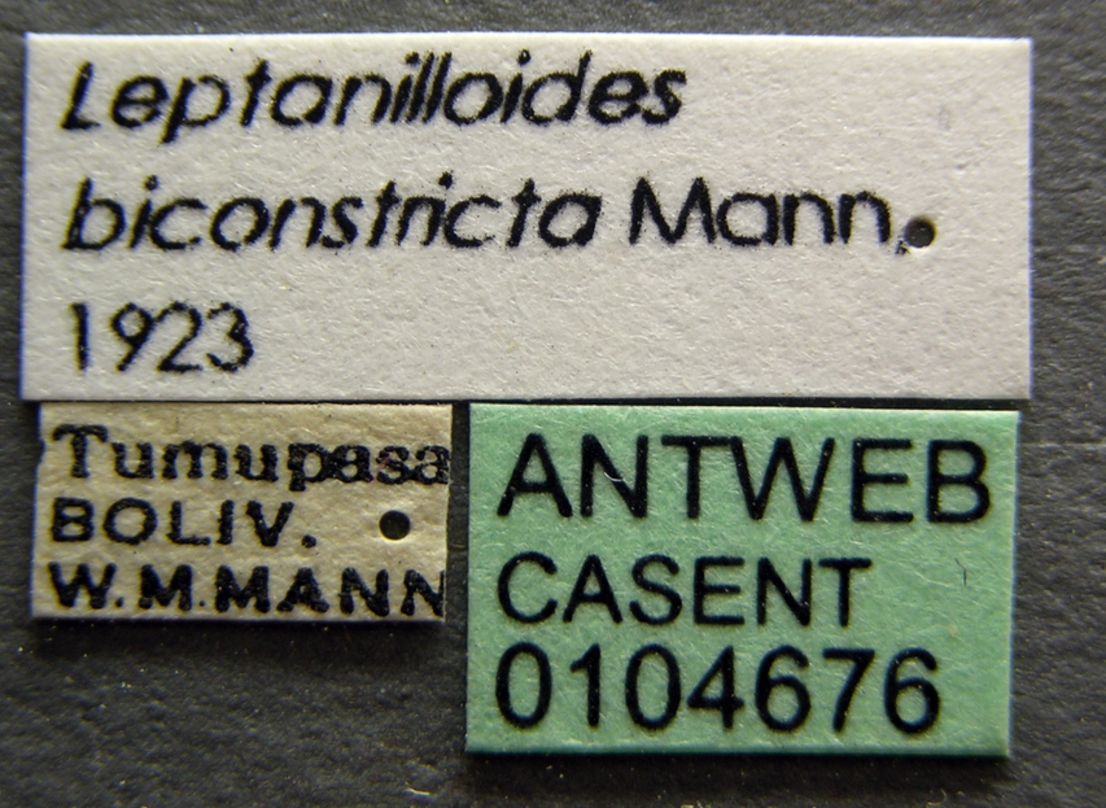
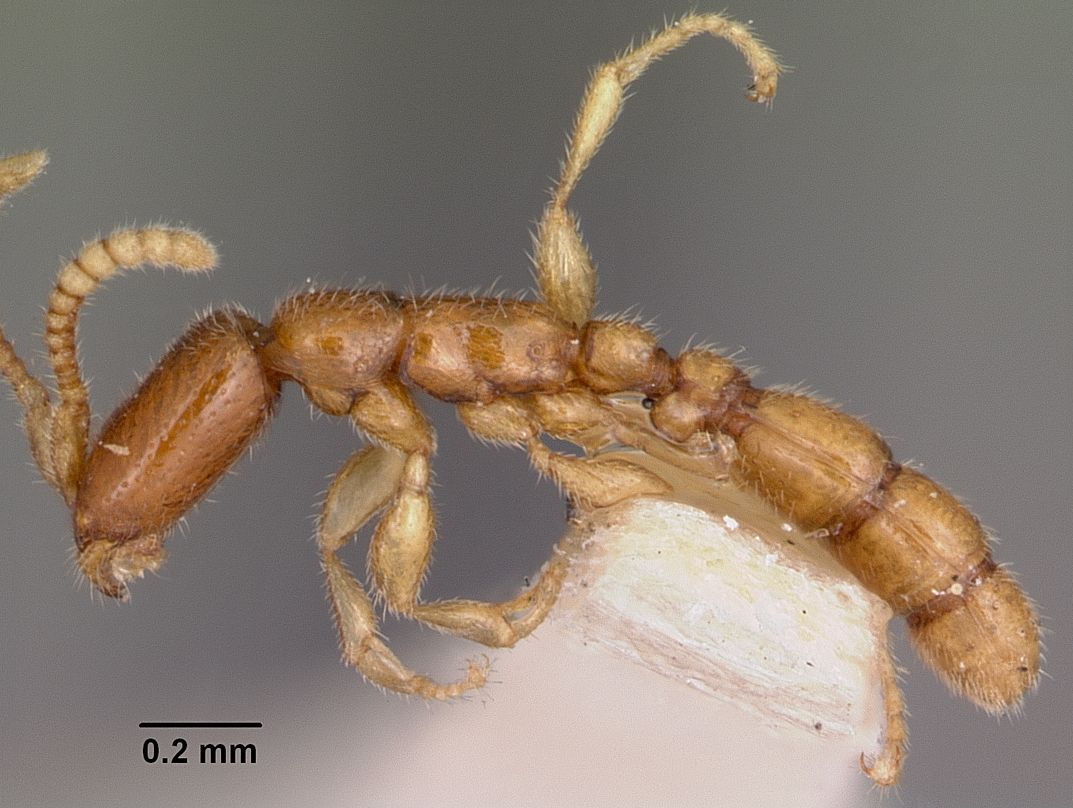
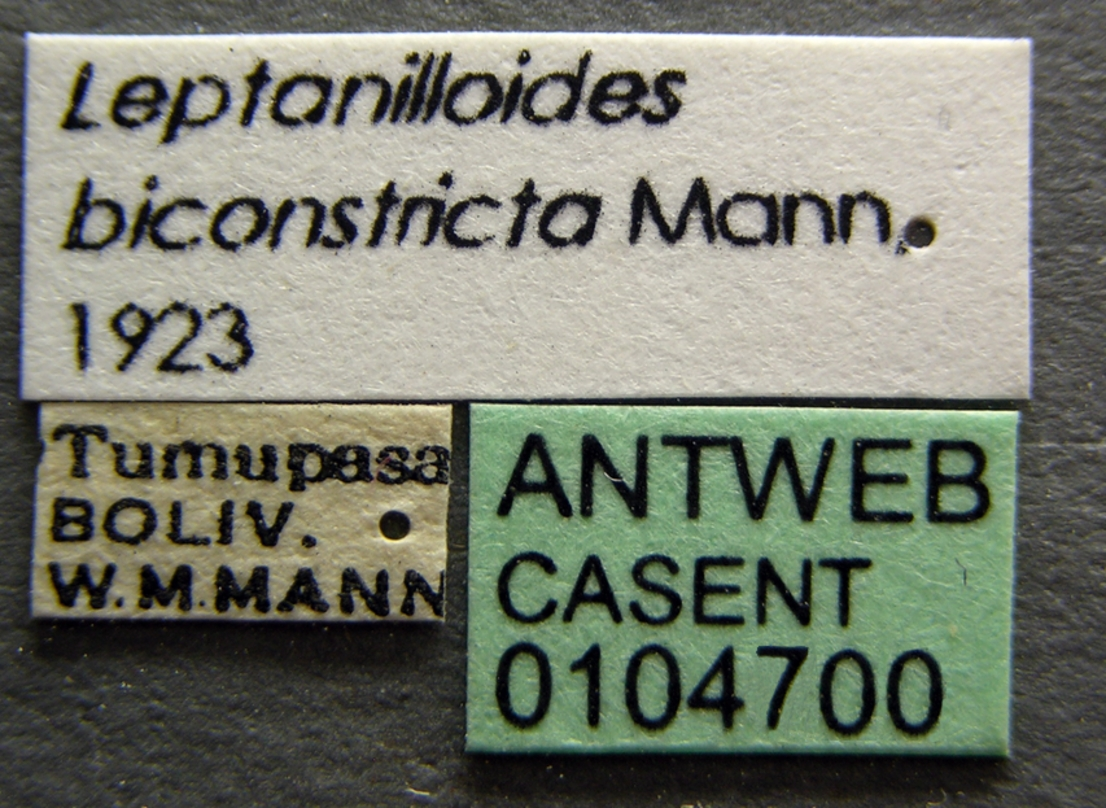
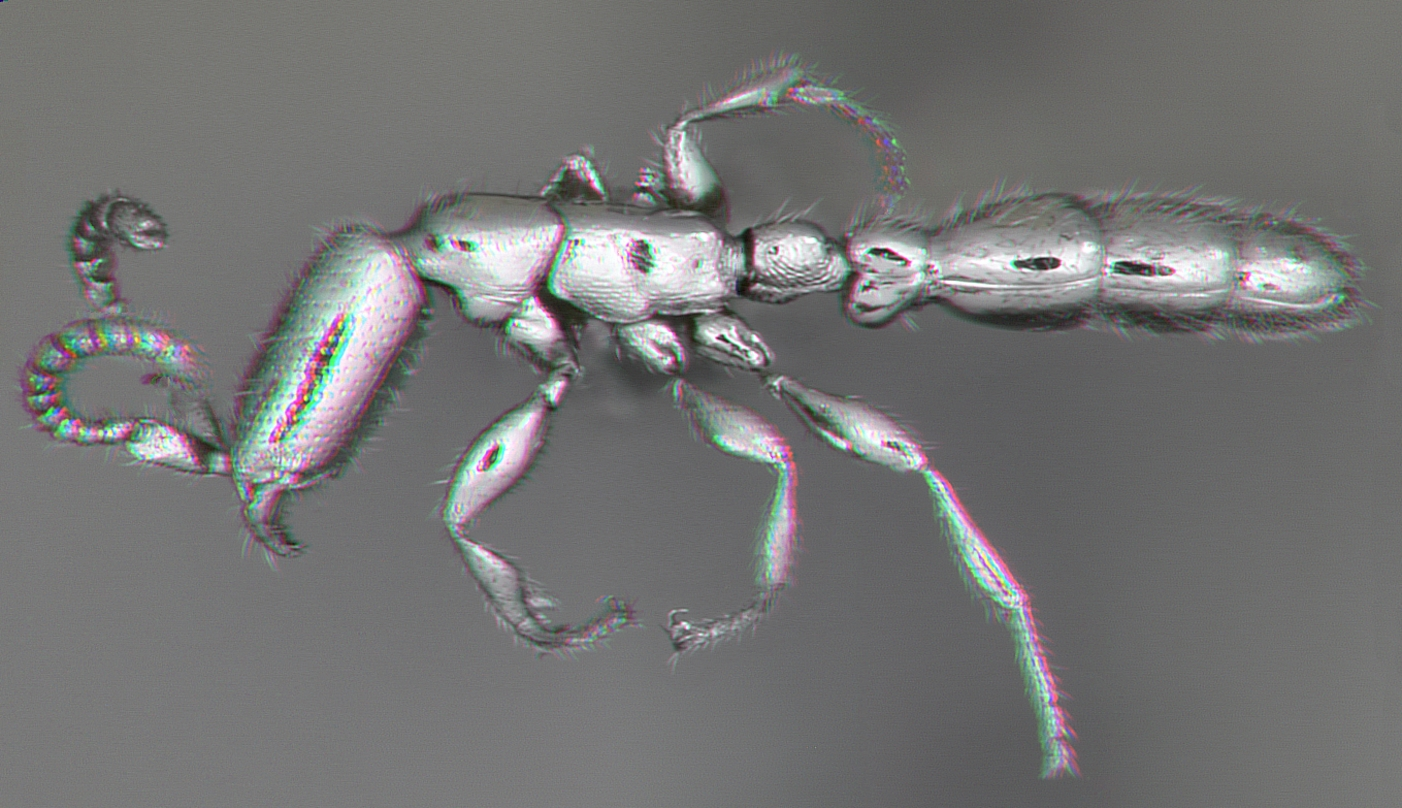